# Plaine du Haouz
La Plaine du Haouz est une plaine alluviale située dans le centre-sud du Maroc, entre le Haut-Atlas au sud et le petit massif des Jbilet au nord. La région a pour chef-lieu Marrakech et son cours d'eau principal est le Tensift.

## Étymologie
Le terme haouz désigne en arabe un enclos, et par extension un espace exploité au profit de quelqu'un ou de quelque chose, typiquement d'une ville-capitale. Historiquement, toutes les villes du Maroc diposaient de leur « haouz », c'est-à-dire leur arrière-pays. Cette dénomination n'a finalement été conservée que pour le bassin de Marrakech, irrigué par le Tensift et ses affluents.

## Histoire

### Epoque contemporaine
A la fin du XIXe siècle, sous le règne de Moulay Hassan, des projets de modernisation agricoles et hydrauliques sont envisagés dans le Haouz mais ne voient jamais le jour. C’est sous le Protectorat qu'ont lieu les premiers efforts de « modernisation » (qui en réalité superposent des infrastructures modernes à des structures sociales demeurées traditionnelles). L'inspiration est recherchée en Californie. Les autorités coloniales poussent les colons et les agriculteurs marocains à s'orienter vers la production d’agrumes et le maraîchage. Le périmètre du N’Fis, à l'extrémité occidentale du Haouz, est le premier concerné par la modernisation avec l'inauguration en 1935 du Barrage Lalla Takerkoust (alors appelé Barrage Cavagnac).
À partir de 1961, le Haouz est l’objet d’une mise en valeur agricole de grand ampleur placée sous l'égide de l’Office National de Mise en Valeur Agricole du Haouz (ORMVAH) et de son directeur, Paul Pascon. En 1970, le roi Hassan II donne le coup d'envoi de la politique des barrages, annoncé deux ans plus tôt dans le plan quinquennal de 1968. Dans le Haouz, trois secteurs sont programmés : le périmètre du Haouz Central (70 000 hectares) qui correspond au bassin du Tensift, le périmètre de la Tassaout-amont (52 000 hectares dont 30 000 hectares modernes), en zone de piémont, et celui de la Tassaout-aval (44 000 hectares), en plaine. En 1970, le barrage Moulay Youssef est construit Tassaout, irriguant le périmètre Tassaout-aval et produit 60 MkWh/an pour Marrakech. En 1987 est construit sur l'Oued Lakhdar le complexe de barrages Hassan 1er - Sidi Driss. La même année est inauguré le Canal de rocade, qui relie le barrage Sidi Driss tout justé inauguré au lac Lalla Takerkoust, long de 118 km, apportant 260 Mm3 d'eau par an au périmètre du Haouz central.
Dans le Haouz comme ailleurs au Maroc, la politique de construction de barrages hydro-électriques se poursuit dans les années 2000. En 2008 est inauguré un deuxième barrage sur le N'fis à hauteur de Ouirgane.

## Géographie

### Climat
La pluviométrie y est faible, inférieure à 300 mm/an partout dans le Haouz central, de même que l'humidité atmosphérique et la nébulosité également. Le climat est chaud, continental, marqué par de forts contrastes en température. Seul le réseau hydrographique du Tensift, de la Tassaout et de l'oued Lakhdar, de régime pluvio-nival, permet d'irriguer la plaine et de recharger les nappes.

### Topographie
L'altitude de la plaine du Haouz est comprise entre 1000m, altitude à Amizmiz ou Demnate par exemple (deux agglomérations situées sur les contreforts du Haut-Atlas) et 300m, à hauteur du cours du Tensift.
La plaine du Haouz est délimitée au nord par le cours de l'oued Tensift et le massif de faible altitude des Jbilet, qui séparent le Haouz de la région des Rehamna. Au sud, la limite du Haouz est formé par la barrière montagneuse du Haut-Atlas, qui culmine au-niveau du Toubkal, à 4167 mètres d'altitude. A l'ouest, la limite du Haouz se situe à peu près à la limite des bassins du Nfiss et de l'Assif El Mel, au niveau des collines de Mzoudia et de Guemassa. Au-delà de cette la pluviométrie, la faiblesse du réseau hydrographique et la qualité des sols ne permettent plus de satisfaire les besoins agricoles. Au XIXe siècle et pendant la période coloniale, le Haouz de Marrakech se limitait au bassin du Tensift. Depuis les aménagements hydrauliques des années 1960, les géographes y incluent le bassin de la Tassaout-aval, irrigué par le Canal de Rocade et dont la principale agglomération est Lâattaouia.

### Géologie
Pendant le Secondaire, le socle primaire a été arasé et déformé par les premiers mouvements atlasiques entre l'Atlas et les Jbilet. Les mouvements tectoniques tertiaires ont provoqué un fossé entre l'Atlas et les Jbilet par suite Un jeu de fractures et de flexures ont provoqué un fossé entre ces deux massifs. Pendant l'Oligo-Miocène et le Pliocène, période de surrection de l'Atlas, les cours d'eau oueds ont charié vers ce fossé les débris de la chaîne naissante, débris de composition analogue à celle des montagnes d'où provenaient les oueds. Le déplacement latéral du cours des rivières, phénomène récurrent dans le Haouz, a provoqué un étalement des alluvions dans toute l'étendue du bassin. Les plissements atlasiques et les remblaiements successifs se sont terminés au Pliocène supérieur. Depuis lors, la Haouz a été témoin d'une succession de cycles d'érosion fluviale. Les oueds atlasiques ont remanié les formations du Pliocène supérieur, les brassant avec de nouveaux apports. Ils ont, pendant les périodes humides, étalé dans la plaine galets et cailloutis, formant les cônes de déjections que l'on connaît actuellement. En aval, ils déposaient dans les marécages des limons roses.